# هاري إيفانز (موظف مدني)
هاري إيفانز (بالإنجليزية: Harry Evans)‏ هو موظف مدني أسترالي، ولد في 7 فبراير 1946 في ليثغو في أستراليا، وتوفي في 8 سبتمبر 2014 في كانبرا في أستراليا بسبب مرض.